# خط القطاعات التسعة

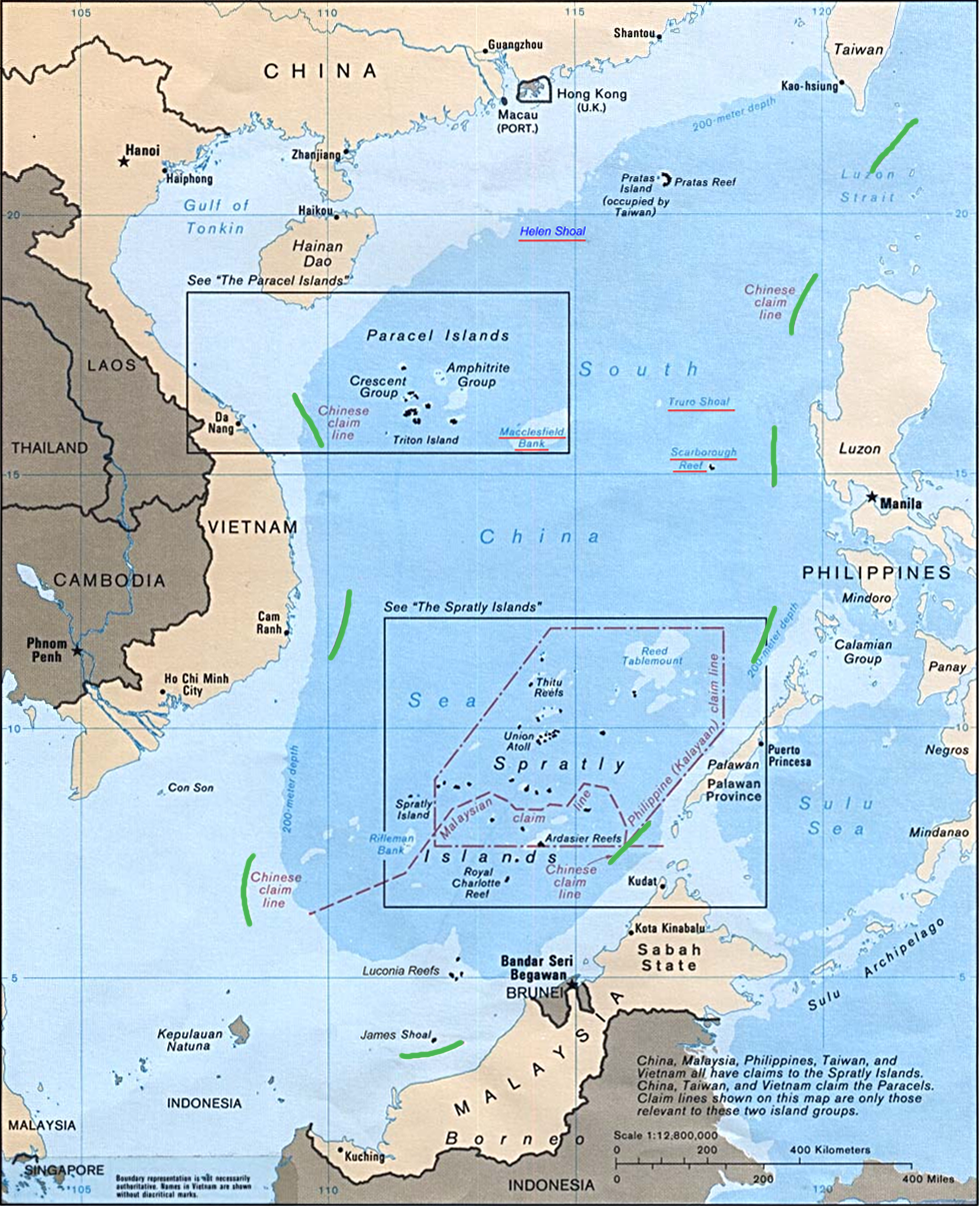
خريطة توضح خط القطاعات التسعة (1988)

يشير خط القطاعات التسعة -ذُكر أيضًا في أوقات مختلفة بخط القطاعات الإحدى عشر وخط القطاعات العشر- إلى خط الترسيم غير المحدد بدقة والمستخدم من قِبل جمهورية الصين الشعبية (الصين) وجمهورية الصين (تايوان)، ليعبر عن مزاعمهما بالجزء الأكبر من بحر الصين الجنوبي. تشتمل المنطقة المتنازع عليها في بحر الصين الجنوبي على جزر باراسيل وجزر سبراتلي والعديد من المناطق الأخرى بما في ذلك جزيرة براتاس وجروف فيريكر وجرف ماكليسفيلد ومياه سكاربورو الضحلة. تشتمل المزاعم على مناطق استصلاح الأراضي البحرية الصينية المعروفة باسم «سور الرمال العظيم». رغم إشهار الادعاء المبهم في عام 1947، إلا أن جمهورية الصين الشعبية وجمهورية الصين (اعتبارًا من 2018) لم تقدما مطالبة رسمية ومحددة للمنطقة.
نُشرت خريطة سابقة في 1 ديسمبر 1947 في جمهورية الصين آنذاك، تُظهر مسارًا على شكل حرف U مؤلف من أحد عشر قطاعًا. أُزيل قطاعان في خليج تونكين في وقت لاحق بإيعاز من رئيس الوزراء الصيني تشو انلاي، مما خفض المجموع إلى تسعة. أكد الباحثون الصينيون في ذلك الوقت بأن نسخة الخريطة التي تحتوي على تسعة قطاعات تمثل أقصى حد للمطالبات التاريخية في بحر الصين الجنوبي. في عام 2010، نشرت جمهورية الصين الشعبية خريطة وطنية جديدة تضمنت قطاعًا عاشرًا.[بحاجة لمصدر] أضافت الإصدارات اللاحقة قطاعًا عاشرًا إلى الشرق من جزيرة تايوان في عام 2013، مما وسع النطاق إلى بحر الصين الشرقي.
في 12 يوليو 2916، خلُصت هيئة التحكيم المُشكلة بموجب اتفاقية الأمم المتحدة لقانون البحار، إلى أن مطالبة الصين بحقوقها التاريخية على المناطق البحرية (وليس الأراضي والمياه الإقليمية) داخل خط القطاعات التسعة ليس له أي أثر شرعي إذا تجاوزت ما يحق لها بموجب اتفاقية الأمم المتحدة لقانون البحار. كانت إحدى الحجج هي أن الصين لم تمارس سيطرة حصرية على هذه المياه والموارد. أوضحت أيضًا أنها لن «... تحكم في أي مسألة تتعلق بالسيادة على الأراضي البرية ولن تحدد أي حدود بحرية بين الطرفين». رُفض الحكم من قِبل حكومتي جمهورية الصين الشعبية وجمهورية الصين.

## تاريخ
بعد الحرب الصينية الفرنسية عام 1885، وقعت الصين معاهدة تينتسين مع فرنسا، وتخلت عن سيادة فيتنام. في 26 يونيو 1887، وقعت حكومة تشينغ على الاتفاقية المتعلقة بترسيم الحدود بين الصين وتونكين، والتي لم توضح الحدود المائية بين الصين والهند الصينية الفرنسية.
بعد هزيمة اليابان في نهاية الحرب العالمية الثانية، طالبت جمهورية الصين بكامل جزر باراسيل وبراتاس وسبراتلي بعد قبول تخلي اليابان عن الجزر استنادًا إلى إعلاني القاهرة وبوتسدام. بيد أنه بموجب إعلان القاهرة عام 1943 وإعلان بوتسدام عام 1945، لم تُعلَن سيادة جمهورية الصين على الأرخبيلات ومياه بحر الصين الجنوبي.
في نوفمبر 1946، أرسلت جمهورية الصين سفنًا بحرية للسيطرة على هذه الجزر بعد استسلام اليابان. عندما كانت معاهدة السلام مع اليابان في مؤتمر سان فرانسيسكو في 7 سبتمبر 1951 قيد التوقيع، تمسكت كل من الصين وفيتنام بحقوقهما في الجزر. في وقت لاحق، زعمت الحكومة الفلبينية أيضًا بأحقيتها على بعض جزر الأرخبيل.
في الأصل، كان المسار المكون من تسعة قطاعات عبارة عن خطٍ من 11 قطاعًا بُيّن لأول مرة على خريطة نشرتها حكومة جمهورية الصين آنذاك في ديسمبر 1947 لتظهر أحقية مطالباتها في بحر الصين الجنوبي. استُنبطت خريطة عام 1947، تحت عنوان «خريطة جزر بحر الصين الجنوبي»، من خريطة سابقة بعنوان «خريطة الجزر الصينية في بحر الصين الجنوبي» ونشرتها لجنة معاينة خرائط أراضي ومياه جمهورية الصين عام 1935. في عام 1949، أسقطت جمهورية الصين الشعبية المنشأة حديثًا مطالباتها في خليج تونكين، وعُدلت القطاعات الإحدى عشر إلى تسعة.
بعد الانسحاب إلى تايوان، واصلت حكومة جمهورية الصين مزاعمها، مع بقاء خط القطاعات التسعة مبرِّرًا لمطالبات تايوان بجزر سبراتلي وباراسيل. في عهد الرئيس لي تنغ هوي، صرحت جمهورية الصين أنه «قانونيًا أو تاريخيًا أو جغرافيًا أو على أرض الواقع»، فإن جميع جزر بحر الصين الجنوبي وجزر سبراتلي هي أراضٍ لجمهورية الصين وتخضع لسيادتها، ونددت بالإجراءات التي اتخذتها ماليزيا والفلبين هناك، في بيان صدر عن وزارة الخارجية التايوانية في 13 يوليو 1999. تعكس مطالبات تايوان والصين بعضها البعض. خلال المحادثات الدولية المتعلقة بجزر سبراتلي، تعاونت جمهورية الصين الشعبية وجمهورية الصين مع بعضهما البعض لاشتراكهما بالمزاعم ذاتها.
رفضت جمهورية الصين (تايوان) جميع المزاعم المنافسة على جزر باراسيل، مكررة موقفها القائل بأن كل جزر باراسيل وسبراتلي وتشونغشا (جرف ماكليسفيلد مع مياه سكاربورو الضحلة) وجزيرة براتاس تنتمي إلى جمهورية الصين إلى جانب «المياه المحيطة بها وما يتصل بها من قاع البحر وباطن الأرض»، وأن تايوان تعتبر المزاعم الأخرى غير شرعية، وذلك في بيان أصدرته وزارة الخارجية التايوانية وأضافت: «لا مجال للشك في أن جمهورية الصين لها السيادة على الأرخبيلات والمياه المحيطة بها».
استخدمت الصين خط القطاعات التسعة لإظهار الحد الأقصى من مطالباتها دون الإشارة إلى كيفية ضم القطاعات في حال وصلها بخط مستمر وكيف سيؤثر ذلك على مساحة المنطقة التي تطالب بها الصين. احتجت كل من الفلبين وفيتنام وماليزيا وبروناي وإندونيسيا رسميًا على استخدام مثل هذا الخط. مباشرة بعد أن قدمت الصين خريطةً إلى الأمم المتحدة تتضمن المطالبة الإقليمية بخط القطاعات التسعة في بحر الصين الجنوبي في 7 مايو 2009، قدمت الفلبين احتجاجًا دبلوماسيًا ضد الصين لمطالبتها بكامل بحر الصين الجنوبي بشكل غير قانوني. قدمت فيتنام وماليزيا احتجاجهما المشترك بعد يوم واحد من تقديم الصين خريطتها إلى الأمم المتحدة. سجلت إندونيسيا احتجاجها، رغم عدم امتلاكها مطالباتٍ في بحر الصين الجنوبي.
في عام 2013، وسعت جمهورية الصين الشعبية مطالبها بخريطة جديدة من عشر قطاعات. بيد أن القطاع «الجديد» يقع شرق تايوان وليس في بحر الصين الجنوبي.
على الرغم من أن الصين لم تقدم بيانًا رسميًا، فقد تناول العلماء والشارحون على نطاق واسع أول خريطة ذات خطوط متقطعة قبل وجود جمهورية الصين الشعبية، وذلك بعد أن نُشرت عام 1947 من قِبل الحكومة الوطنية لجمهورية الصين.[بحاجة لمصدر] تُظهر تلك الخريطة 11 قطاعًا. تشير التقارير الأكاديمية إلى أن خريطة عام 1947، تحت عنوان «خريطة جزر بحر الصين الجنوبي»، قد استُحدثت من خريطة سابقة بعنوان «خريطة الجزر الصينية في بحر الصين الجنوبي» نشرتها لجنة معاينة خرائط أراضي ومياه جمهورية الصين عام 1935، ويبدو أن تلك الخرائط الصينية المُعدة بعد تأسيس جمهورية الصين الشعبية عام 1949 «تتبع الخرائط القديمة». لكن الخرائط التي نشرتها جمهورية الصين الشعبية أزالت القطاعين المرسومين أساسًا داخل خليج تونكين. على الرغم من عدم ظهوره على خريطة عام 2009، إلا أن الخرائط الصينية الحديثة منذ عام 1984 على الأقل، بما في ذلك الخرائط ذات الاتجاه الرأسي التي نشرتها الصين في عامي 2013 و2014، شملت أيضًا قطاعًا عاشرًا يقع شرق تايوان.